# رمزية الرقم 7
كرقم أولي في سلسلة الأعداد الصحيحة الإيجابية، ارتبط الرقم سبعة بقدر كبير من الرمزية في الدين والأساطير والخرافات والفلسفة. في الثقافة الغربية، غالبًا ما يعتبر محظوظًا.

## فيثاغورس
استثمر الفيثاغورس أرقامًا معينة بخصائص روحية فريدة. اعتبر الرقم سبعة مثيرًا للاهتمام بشكل خاص لأنه يتكون من اتحاد مادي (رقم 4) مع الرقم الروحي (رقم 3). 

## في العالم الكلاسيكي

### العصور الكلاسيكية القديمة
- السبع خطايا المميتة
- سبعة كواكب كلاسيكية («7 نجوم مضيئة»)
- سبعة معادن من العصور القديمة
- السماوات السبع
- أيام الأسبوع السبعة
- ألوان قوس قزح السبعة
- البحار السبعة
- القارات السبع
- سبعة ضد طيبة
- ملوك روما السبعة
- سبع تلال إسطنبول
- هضبات روما السبع
- سبعة تلال شيفيلد
- سبع فنون ليبرالية
- الحكماء السبعة من بستان الخيزرانن في الصين
- حكماء الإغريق السبعة
- سابتاريشي - مفهوم سبعة حكماء في الهند القديمة
- القادة الحكماء السبعة، حلقة من قصص العصور الوسطى
- عجائب الدنيا السبع

### الرقم سبعة لدى المصريين القدماء
هرم سقارة المُدرج سبعُ درجات.
أيامُ الخلق سبعة.
سلّم الصعود إلى عرش الإله سبعة.
رقم سبعة رمز الأبدية لدى المصريين القدماء.
- 7 كان يعتبر رقم الله في مصر القديمة. عادة ما كان الملوك مصر القديمة يامروا الأشياء في مجموعات من مضاعفات 7. لبعض الوقت، لم يستخدم 7 في الكتابات لشعب مصر.

## الدين والأساطير

### العهد القديم
- سبع كلمات عبرية من بريشيت 1: 1 / تكوين 1: 1 (28 حرفًا).

الرقم سبعة في سبعة أيام من الخلق هو ترميزي والرقم سبعة يظهر بشكل شائع في أماكن أخرى من الكتاب المقدس. وتشمل هذه:
- سبعة أيام من الخلق (تكوين 1) ثم استراح في اليوم السابع.
- من يجرؤ على قتل قايين «سينتقم سبع مرات» (تكوين 4:15).
- يدعي لامك في «أغنية السيف» أنه «إذا انتقم قايين سبعة أضعاف»، فسيكون هو نفسه «سبعة وسبعين ضعفًا» (تكوين 4:24).
- أُمرَ نوح بإحضار سبعة أزواج من كل حيوان طاهر إلى الفلك (تكوين 7: 2).
- سبع سنين من الوفرة وسبع سنين من المجاعة في حلم فرعون (تكوين 41).
- فيما يتعلق بذبيحة الخطيئة، كان على الكاهن الممسوح أن يرش دم الثور سبع مرات قبل L (لاويين 4: 6).
- سبعة أيام من عيد الفصح (خروج 13: 3-10).
- سبعة أيام في الأسبوع والنمط المتعلق بتوزيع المن واستخدامه (خروج 16).
- الشمعدان (بالعبرية: מנורה‏)، هو شمعدان ذو سبعة أفرع مضاء بزيت الزيتون في خيمة الاجتماع والمعبد في القدس (خروج 25).
- دورة سبع سنوات حول سنوات اليوبيل (لاويين 25).
- سقطت أسوار أريحا في اليوم السابع بعد أن سار سبعة كهنة بسبعة أبواق حول المدينة سبع مرات (يشوع 6: 8).
- كان للملك داود سبعة إخوة أكبر سناً (صموئيل الأول 16).
- عطس الطفل سبع مرات بعد أن أقامه أليشع من الموت (ملوك الثاني 4:35).
- سبعة أشياء مكروهة بالنسبة إلى للاله (أمثال 6: 16-19).
- أركان بيت الحكمة السبعة (أمثال 9: 1).
- المرأة لها سبعة أبناء في مكابيين.
- جاد، واسمه حظا سعيدًا، هو الابن السابع ليعقوب. أريلي هو الابن السابع لجاد (تكوين 46:16). تذكر أخبار الأيام أن داود هو الابن السابع ليسى (أخبار الأيام الأول 2:15). ظهر شخص ثامن لم يذكر اسمه من بين السبعة في 1 صموئيل 16، ثم ظهر داود كأصغرهم أمام صموئيل.

### العهد الجديد

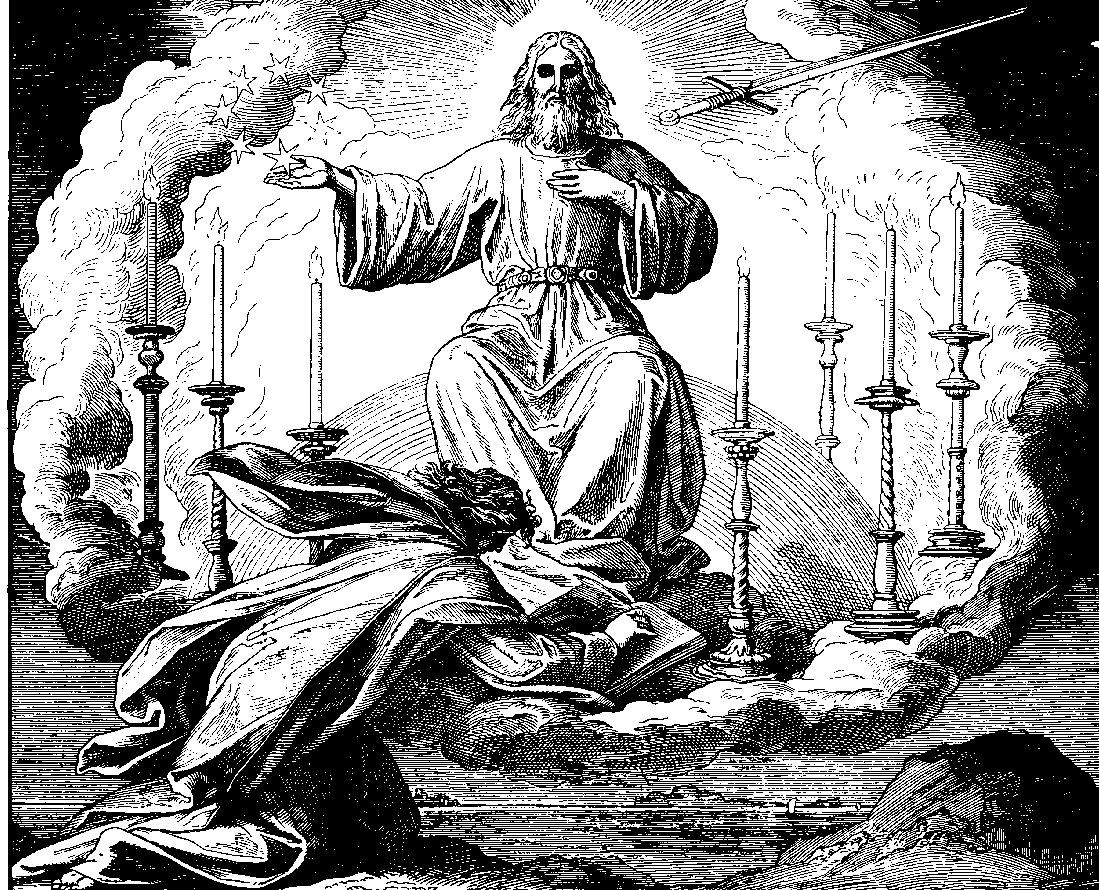
سبعة أعمدة إنارة في رؤية جون على باتموس بواسطة يوليوس شنور فون كارولسفيلد ، 1860.

- تتكاثر سبعة أرغفة في سبع سلال من الفائض (متى 15: 32-37).
- سأل بطرس يسوع إذا كان ينبغي أن يغفر سبع مرات؛ أجاب يسوع بقوله أن يغفر لهم «سبع وسبعين مرة»، في إشارة إلى لعنة قايين ونشيد لامك في تكوين 4. [2]
- طُرد سبعة شياطين من مريم المجدلية (لوقا 8: 2).
- الأقوال السبعة الأخيرة ليسوع على الصليب.
- سبعة رجال من الخبر الصادق، ممتلئون بالروح القدس والحكمة (أعمال الرسل 6: 3)
- في سفر الرؤيا، سبعة هي شخصية مركزية للكميات: أرواح الله السبعة، كنائس آسيا السبع (التي يخاطبها الكتاب)؛
- ذكرت سبع معجزات فقط ليسوع في إنجيل يوحنا
- سبعة مما يلي يظهر في سفر الرؤيا: منارة ذهبية (1:12)، نجوم (1:16)، مشاعل من نار (4: 5) سبعة أختام (5: 1)، ملائكة وأبواقهم (8: 2)، أخيرًا الضربات (15: 1)، الأطباق الذهبية (15: 7)، الرعد (10: 3)، القرون والعيون (5: 6)، الأكاليل (12: 3) والملوك (17:10). انظر الفئة: سبعة في سفر الرؤيا.

### الهندوسية
- تشير الكلمة السنسكريتية sapta إلى الرقم سبعة.
- سميت المجموعة السماوية المكونة من سبعة نجوم (7 كواكب كلاسيكية) باسم " Sapta Rishi " بناءً على القديسين السبعة العظماء.
- سبع وعود [سابتابادي]، سبع جولات في الزفاف الهندوسي وسبعة تناسخ للارواح.
- وفقًا للهندوسية، هناك سبعة عوالم في الكون، وسبعة بحار في العالم وسبعة ريش (سبعة معلمين) تسمى sapta rishis.
- سبعة تلال في تيرومالا تُعرف أيضًا باسم Yedu Kondalavadu [في التيلجو] ، ezhu malaiyan [باللغة التاميلية] تعني "Sevenhills God".
- تُعبد الآلهة السبع العذارى (أو سابثا كانيمار)[3] في المعابد في تاميل نادو بالهند.[4]
- هناك 7 شاكرات في النموذج الأساسي المستخدم في مختلف التقاليد والفلسفات الشرقية.

### الإسلام
- عدد الآيات في سورة الفاتحة.
- عدد السماوات.
- طبقات جهنم السبع.
- الأشواط السبعة التي تتم حول الكعبة.
- عدد مرات السعي بين الصفا والمروة أثناء أداء فريضة الحج والعمرة.
- عدد أبواب جنهم سبعة (عدد أبواب الجنة ثمانية).
- في الآية 12:46 (انظر يوسف في الإسلام) من القرآن، طُلب من النبي يوسف تفسير حلم الملك حيث كان يحلم بسبع بقرات سمينة التهمتها سبع بقرات نحيفة وسبع أشواك خضراء، وذبلت أخرى.
- عدد الكبائر السبع في الإسلام سبع، وهي من حديث الرسول محمد ﷺ الذي قال فيه:«اجتنبوا السبع الموبقات»، قالوا: يا رسول الله، وما هن؟ قال: «الشرك بالله، والسحر، وقتل النفس التي حرم الله إلا بالحق، وأكل الربا، وأكل مال اليتيم، والتولي يوم الزحف، وقذف المحصنات المؤمنات الغافلات».[5]
- تُذبح العقيقة في اليوم السابع من ولادة الطفل.
- عدد المناصرين للوحي الإلهي حسب الشيخ الفاطمي الإسماعيلي ناصر خسرو [6]

### اليهودية
- Shiv`a (النطق آخر كلمة العبرية ل7- (Hebrew هو عدد أيام الحداد. ومن ثم، يجلس المرء شيفا. كما في شيفا (اليهودية).
- قسم التوراة الأسبوعي مقسم إلى سبع هبات ، وسبعة رجال يهود (أو أولاد فوق سن 13 عامًا يعتبرون رجالًا؛ بار ميتزفه) يتم استدعاؤهم لقراءة هذه الهبات خلال صلاة السبت.
- تتلى سبع بركات تحت chuppah خلال حفل زفاف يهودي.
- يتم الاحتفال بعروس وعريس يهودي مع وجبات احتفالية لمدة سبعة أيام بعد زفافهما، والمعروفة باسم Sheva Berachot («البركات السبع»).
- عدد أوشبيزين (المعروف أيضًا باسم «الرعاة السبعة») الذين يزورون السكة خلال عطلة عيد العرش: إبراهيم وإسحاق ويعقوب ويوسف وموسى وهارون وداود.
- وقال عدد من الدول الله بني إسرائيل أنهم سوف تحل عندما دخلوا أرض إسرائيل (سفر التثنية 7: 1): والحثية، و Girgashite ، والأموريين والكنعانيين والفرزيين والحويين واليبوسيين.
- في تقليد بريسلوف، تسمى الفتحات السبع للوجه (عينان، فتحتان أنف، أذنان، وفم) «الشموع السبع».
- 7 Sephirot للعاطفة الواعية الأولية التي هي سمات الخالق.

### الطاوية الصينية
- 7 ألوان / العنصر السابع (Qi):[بحاجة لمصدر]

1. نجمة ذهبيه
2. غيوم بيضاء
3. السماء الزرقاء (السماء)
4. ب- نقص (الألوان) قمر فارغ الفضاء اللانهائي / الأرض (حيث نمت الأشجار)
5. جرين وود
6. الأحمر (الجحيم) النار

### علم التنجيم
- عدد الكواكب الكلاسيكية سبعة، وهي: الشمس، عطارد، الزهرة، القمر، المريخ، المشتري، زحل.
- عدد بنات أطلس في الثريا (وتسمى أيضًا «الأخوات السبع»).
- عدد القديسين الذين ظهروا في كوكبة تسمى "Saptharishi Mandalam" في علم الفلك الهندي.

### آخرون
الإله أو الوجود أو الشخصية

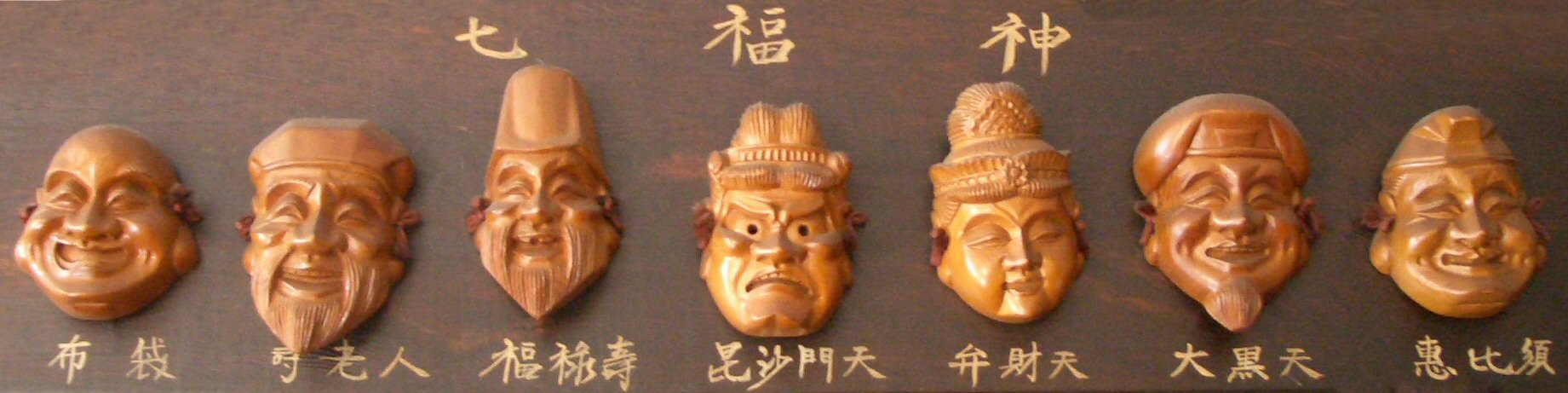
الآلهة السبعة المحظوظة في الأساطير اليابانية

- تشير الآلهة السبعة المحظوظة إلى آلهة الحظ السبعة في الأساطير اليابانية.
- عدد رؤساء الملائكة حسب بعض الأنظمة.
- في البوذية، سار بوذا سبع خطوات عند ولادته.
- في الأساطير الخاسية، تُركت سبع نساء مقدسات على الأرض وأصبحن أسلافًا للبشرية جمعاء.
- عدد الرجال النائمين في الأسطورة المسيحية سبعة.
- عدد الحكماء في الأساطير الهندوسية؛ زوجاتهم هم الآلهة المشار إليها باسم Sapta Matrka أو «سبع أمهات».
- في إيران، [7] الألمانية والإسبانية والثقافات الأخرى التي تتحدث اللغات الرومانسية، يقال إن القطط لديها سبعة حياة على عكس اللغة الإنجليزية، حيث يقال إن القطط لديها تسعة أرواح.
- في الأساطير الأيرلندية، البطل الملحمي كوخولين مرتبط بالرقم 7. لديه سبعة أصابع في كل يد، وسبعة أصابع في كل قدم، وسبعة تلاميذ في كل عين. في الملحمة الأيرلندية Táin Bó Cúailnge، كان Cúchulainn يبلغ من العمر 7 سنوات عندما تلقى أسلحته الأولى وهزم جيوش Ulaidh وابنه كونلا البالغ من العمر 7 سنوات عندما قتله Cúchulainn في «وفاة الابن الوحيد للأحياء».
- في الفولكلور الجاليكي، سيكون الابن السابع بالذئب. في الفولكلور الآخر، بعد ست بنات، يكون الطفل السابع ابناً ومستذئباً. في الفولكلور الأوروبي، سيكون الابن السابع للابن السابع طفلًا يتمتع بقدرات خاصة على الشفاء ورؤية العرافين، وفي الثقافات الأخرى، سيكون الابن السابع للابن السابع مصاص دماء.
- في الأساطير الغوارانية، عدد الوحوش الأسطورية البارزة.
- في الحكاية الشعبية البريطانية التي تحمل اسمًا ، ذهب توماس ذا ريمر ليعيش في مملكة الجن لمدة سبع سنوات.
- قائمة المهاتما غاندي لأخطاء العالم السبع المدمرة التي تسبب العنف: ثروة بلا عمل، متعة بلا ضمير، معرفة بلا شخصية، تجارة بلا أخلاق، علم بدون إنسانية، دين بلا تضحية، وسياسة بدون مبدأ.
- تقدم نظرية نشأة الكون في يورانشيا [8] تفسيرًا لقدسية الرقم 7 في بعض الأديان، بما في ذلك تلك القائمة على إله ثلاثي: 7 هو بالفعل عدد كل التوليفات الممكنة لثلاثة عناصر مأخوذة واحدًا تلو الآخر، واثنين في اثنين، أو ثلاثة. لذلك فهو يعبر عن جميع الاحتمالات الترابطية للجوانب الأساسية الثلاثة للمطلق (الثالوث المسيحي، على سبيل المثال، أو تريمورتي في الهندوسية) الذي ينظم الخلق. السابعة من هذه المجموعات هي المجموعة التي تجمع بين الجوانب الثلاثة، وبالتالي 7 تعبر أيضًا عن الإنجاز الروحي.

أماكن
- عدد الجزر الرئيسية في أتلانتس الأسطوري.
- عدد المداخل التي اجتازتها إنانا أثناء نزولها إلى العالم السفلي.
- كانت Cibola واحدة من سبع مدن ذهبية أسطورية كان الفكر الإسباني موجودًا فيها.
- في الدين البهائي، يروي نص «الوديان السبعة» للرسول المؤسس حضرة بهاء الله، رحلة الروح عبر «الوديان» السبعة للبحث، والحب، والمعرفة، والوحدة، والقناعة، والعجب، وأخيرًا الفقر الحقيقي والعدم المطلق.

شيء أو مفهوم أو رمز
- السيف ذو السبعة تشعبات في الأساطير اليابانية.
- تقسم التعاليم الثيوصوفية لأليس بيلي الجنس البشري إلى سبعة أنواع نفسية تسمى الأشعة السبعة، والتي تسميها «أساس علم نفس العصر الجديد».
- رقم رمز اليانغ الثانوي من الطاوية يين-يانغ.
- عدد النخيل في ذراع مقدس مصري.
- عدد الرتب في الميثرية.
- الرقم سبعة له أهمية خاصة في علم الكونيات الشيروكي.
- من المرجح أن يتم اختياره كرقم مفضل من قبل الأشخاص حول العالم.[9][10]
- عامية للإناث أو المهبل سواء مدح أو خشن. رقم سبعة، عند تدويرها تشكل V، والتي يمكن أن تكون ممثلة لعضو الجنس الأنثوي.

الوقت
- في الفولكلور البريطاني، تدفع ملكة الجنيات كل سبع سنوات عشورًا إلى الجحيم (أو ربما هيل) في قصة تام لين .